# Wiesława Orlewicz
Wiesława Orlewicz; później także Wiesława Orlewicz-Borowska, Wiesława Borowska (ur. ok. 1934, zm. 30 grudnia 2022) – polska piosenkarka.

## Życiorys
Karierę zaczynała w latach 50. XX wieku jako chórzystka w Operetce Poznańskiej, gdzie z czasem została solistką. Jednocześnie występowała z repertuarem popularnym (była laureatką konkursu piosenkarskiego rozgłośni Polskiego Radia w Poznaniu). Jej pierwszym znaczącym przebojem była piosenka Laleczka do muzyki Bronisława Kapera, do której sama napisała tekst, a która spopularyzowała się za pośrednictwem pocztówek dźwiękowych i emisji na falach Polskiego Radia. Po wyjeździe na początku lat 60. XX wieku – Nataszy Zylskiej do Izraela, została zaproszona przez Janusza Gniatkowskiego do wspólnych występów w ramach programu Spotkamy się za rok. Z Januszem Gniatkowskim koncertowała zarówno w Polsce jak i Rumunii, zaś na festiwalu w Budapeszcie zdobyła wyróżnienie. 
Po zakończeniu współpracy z Januszem Gniatkowskim wyjechała do Finlandii, gdzie ze swoim mężem Andrzejem Borowskim i gitarzystą Januarym Zaradnym (zastąpionym później przez Piotra Kuźniaka) tworzyła zespół Sava's Bar Trio. Orlewicz występowała również z mężem jako duet Save&Andre w Holandii.  
W 2011 roku nakładem firmy fonograficznej Teddy Records ukazał się na CD – album Wiesławy Orlewicz, zawierający nagrania z lat 1959–1971.
11 stycznia 2023 roku została pochowana na cmentarzu junikowskim w Poznaniu.